# Sainte-Brigitte-de-Laval
Sainte-Brigitte-de-Laval est une ville située dans la municipalité régionale de comté de La Jacques-Cartier, au Québec (Canada). Son aire urbaine est campée au creux de la vallée de la rivière Montmorency, au nord-est de la ville de Québec. Connaissant une forte croissance depuis le début des années 2000, elle compte environ 8 000 habitants.

## Histoire

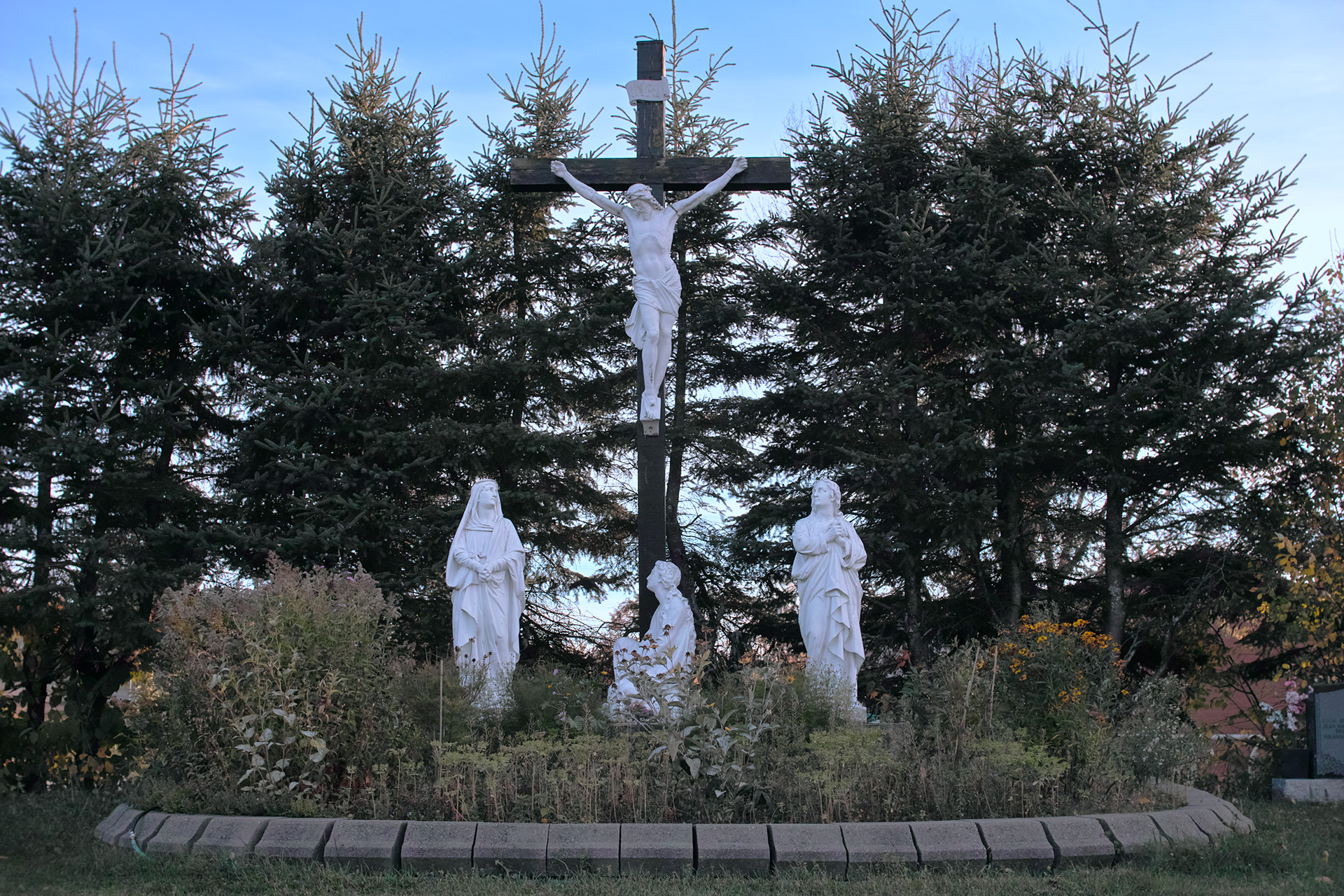
Calvaire du cimetière de Sainte-Brigitte-de-Laval

Les premiers habitants du territoire étaient des Irlandais arrivés vers 1830. Ils sont suivis par des Canadiens-Français, qui deviennent majoritaires autour de 1871. Une première mission est fondée en 1837, puis en 1863 une paroisse est érigée sous le patronage de sainte Brigitte d'Irlande, rappelant ainsi l'origine des premiers colons. Le nom Laval provient de la situation de Sainte-Brigitte dans la seigneurie de Beaupré, dont le premier propriétaire était François de Montmorency-Laval, évêque de Québec.
Une chapelle est construite en 1842. Elle est remplacée en 1853 par une église. L'église actuelle date de 1949. En raison de sa position géographique, sur les rives de la rivière Montmorency, Sainte-Brigitte profite des travaux forestiers menés sur les terres du Séminaire. À la fin des années 1940, huit scieris sont établies sur son territoire.
Au début des années 2000, l'étalement urbain de la ville de Québec atteint les municipalités limitrophes au nord. Sainte-Brigitte-de-Laval mise alors sur le développement résidentiel. Des dizaines de rues sont ouvertes pour faire place à des habitations neuves, souvent vastes et à coût abordable pour les premiers acheteurs. Le 8 décembre 2012, Sainte-Brigitte-de-Laval obtient le statut de ville. Entre 2011 et 2016, la population augmente de 29 %, la plus forte hausse démographique au Québec pour les municipalités de taille similaire.

### Héraldique
| Dieu ayde |
| --------- |

| L'écu de Sainte-Brigitte-de-Laval se blasonne ainsi : D'argent à la croix de gueules chargée de 5 coquilles du premier, cantonnée au 2 d'un trèfle de sinople |

## Géographie
La ville est située en zone montagneuse sur la rive ouest de la rivière Montmorency, à la limite sud du massif du lac Jacques-Cartier, à une trentaine de kilomètres au nord-est de Québec. Son territoire s'étend sur 109,97 km². Il est traversé du nord au sud par l'avenue Sainte-Brigitte, unique accès direct vers Québec. Un second lien routier, la Traverse de Laval, relie Sainte-Brigitte à Lac-Beauport, situé à l'ouest.
Son aire urbaine s'étend principalement à une altitude moyenne de 250 mètres tandis que les sommets environnants peuvent dépasser les 700 mètres. Outre la rivière Montmorency, les autres cours d'eau sont la rivière aux Pins, la rivière Richelieu, la rivière de l'Île et le ruisseau Euclide. Le lac Poulin est le plus grand plan d'eau.

## Démographie
| 1996  | 2001  | 2006  | 2011  | 2016  | 2021  |
| ----- | ----- | ----- | ----- | ----- | ----- |
| 3 214 | 3 383 | 3 790 | 5 696 | 7 348 | 8 468 |

## Administration
Les élections municipales se font en bloc et suivant un découpage de six districts.
| Sainte-Brigitte-de-Laval Maires depuis 2001                                                                          |                   |                     |          |
| Élection | Maire             | Qualité             | Résultat |
| 2001 | Pierre Vallée     |                     | Voir     |
| 2005 | Pierre Vallée     | Voir                |          |
| 2009 | Gilbert Thomassin |                     | Voir     |
| 2013 | Wanita Daniele    |                     | Voir     |
| 2017 | Carl Thomassin    |                     | Voir     |
| 2021 | Alain Dufresne    |                     | Voir     |
| janv. 2022 | Michèle Dufresne  | Mairesse suppléante | Voir     |
| avr. 2022 | France Fortier    |                     | Voir     |
| Élection partielle en italique Depuis 2005, les élections sont simultanées dans toutes les municipalités québécoises |                   |                     |          |

## Éducation
- École Du Trivent 1
- École Du Trivent 2
- Ecole Du Grand Duc

## Attraits
- Club de golf Alpin
- Centre Récréo-Touristique des Hautes-Terres

## Personnalités liées
- Le policier Jacques Beaudoin est né dans cette municipalité.